# Бриджес, Джайм
Джайм Бриджес (англ. Jyme Bridges, род. 22 августа 1989) — антигуанский шоссейный велогонщик.

## Карьера
Принял участие в Играх Содружества 2010, 2014 и 2018 годов, Играх Центральной Америки и Карибского бассейна 2014 года.
Несколько раз становился чемпион Антигуа и Барбуды в групповой и индивидуальной гонках.

## Достижения
2006
 3-й Чемпионат Карибского региона — индивидуальная гонка U19
2007
3-й на Чемпионат Антигуа и Барбуды — групповая гонка
2008
 Чемпион Антигуа и Барбуды — групповая гонка
Scrubbo's Time Trial
2009
 Чемпион Антигуа и Барбуды — групповая гонка
Father's Day Race
генеральная классификация
1-й этап (ITT)
2-й на l'OECS Cycling Challenge
2-й на Чемпионат Антигуа и Барбуды — групповая гонка
3-й на Jason Bally Memorial
2010
Antigua & Barbuda Season Opener
Matthew's Auto Parts Race
Robert Peters Race
2-й в генеральной классификации
1-й этап (ITT)
OECS Cycling Challenge
Shirley Heights Challenge
Scrubbo's Time Trial
2-й на Чемпионат Антигуа и Барбуды — индивидуальная гонка
2-й на Сабвей 3-Стейдж Рейс
2011
 Чемпион Антигуа и Барбуды — групповая гонка
 Чемпион Антигуа и Барбуды — групповая гонка U23
OECS Cycling Challenge
Fathers' Day Race
2012
 Чемпион Антигуа и Барбуды — групповая гонка
Robert Peters Race
2-й в генеральной классификации
2-й этап
Father's Day Race
генеральная классификация
2-й этап (ITT)
Shirley Heights Challenge
3-й на Чемпионат Антигуа и Барбуды — индивидуальная гонка
3-й на Сабвей 3-Стейдж Рейс
2013
 Чемпион Антигуа и Барбуды — индивидуальная гонка
Antigua & Barbuda Season Opener
Fig Tree Hill Road Race
3-й на Matthew's Auto Parts Race
3-й на Сабвей 3-Стейдж Рейс
2014
 Чемпион Антигуа и Барбуды — индивидуальная гонка
OECS Cycling Challenge
3-й на Чемпионат Антигуа и Барбуды — индивидуальная гонка
2015
 Чемпион Антигуа и Барбуды — групповая гонка
Oil Workers Trade Union OWTU Cycling Race
John T. Memorial Two Day
Roger Smart Memorial
2016
Brian Lara Stadium
Oil Workers Trade Union OWTU Cycling Race
John T. Memorial Two Day
Newsday Republic Day Classic
2017
OECS Cycling Challenge
2018
 Чемпион Антигуа и Барбуды — групповая гонка
3-й на Чемпионат Антигуа и Барбуды — индивидуальная гонка
2019
Easter Race
Robert Peters Race
генеральная классификация
1-й (ITT) и 2-й этапы
2-й на Чемпионат Антигуа и Барбуды — индивидуальная гонка
3-й на Чемпионат Антигуа и Барбуды — групповая гонка

## Рейтинги
| Год                  | 2011 | 2012 | 2013 | 2014 | 2015 | 2016   | 2017 | 2018 | 2019 | 2020 | 2021 | 2022  | 2023  | 2024  |
| -------------------- | ---- | ---- | ---- | ---- | ---- | ------ | ---- | ---- | ---- | ---- | ---- | ----- | ----- | ----- |
| Мировой рейтинг UCI  |      |      |      |      |      | 1759-й | -    | -    | -    | -    | -    | 984-й | 950-й | 925-й |
| Американский тур UCI | 56-й | -    | -    | -    | 69-й | 282-й  | -    | -    | -    | -    | -    | 109-й | -     | -     |
|                      |      |      |      |      |      |        |      |      |      |      |      |       |       |       |
| Источник: UCI        |      |      |      |      |      |        |      |      |      |      |      |       |       |       |